# John Major
Sir John Roy Major (Londra, 29 marzo 1943) è un politico britannico.
Membro del Partito Conservatore, è stato Primo ministro del Regno Unito dal 28 novembre 1990 al 2 maggio 1997. È stato inoltre ministro nei precedenti governi conservatori guidati da Margaret Thatcher nel ruolo di Segretario Capo del Tesoro, Segretario di Stato per gli Affari Esteri e del Commonwealth e Cancelliere dello Scacchiere.
Nacque a St Helier, nel Surrey, Major crebbe a Brixton. Inizialmente lavorò come addetto alle assicurazioni e poi al London Electricity Board, prima di diventare dirigente presso la Standard Chartered Bank. Fu eletto per la prima volta alla Camera dei comuni in occasione delle elezioni generali del 1979. Prestò servizio come segretario parlamentare privato, assistente whip e ministro di stato per la sicurezza sociale. Nel 1987 entrò a far parte del gabinetto come segretario capo al tesoro. Fu promosso segretario agli esteri due anni dopo. Appena tre mesi dopo, nell'ottobre del 1989 venne nominato Cancelliere dello Scacchiere, dove presentò il bilancio del 1990.
Quando Margaret Thatcher comprese che la sua eventuale rielezione alla guida dei tories avrebbe provocato una grave lacerazione nel partito, decise di proporre Major per la leadership. Il 22 novembre 1990 la Thatcher si dimise da entrambi gli incarichi e Major le subentrò dopo aver vinto le elezioni per la guida del Partito Conservatore, sbaragliando Michael Heseltine, che aveva dato filo da torcere alla Lady di ferro. Presiedette la partecipazione britannica alla guerra del Golfo nel marzo del 1991 e partecipò ai negoziati per il trattato di Maastricht nel dicembre del 1991. Guidò i conservatori alla quarta vittoria elettorale consecutiva, dove ottennero il maggior numero di voti (14 000 000) nella storia elettorale britannica. Nonostante questo, la maggioranza alla Camera dei comuni si ridusse. Poco dopo, nonostante fosse un convinto sostenitore del meccanismo di cambio europeo, il suo governo fu responsabile dell'uscita britannica dallo SME per le conseguenze del mercoledì nero del 16 settembre 1992. Questo evento portò a una perdita di fiducia nelle politiche economiche conservatrici e Major non fu mai in grado di ottenere nuovamente un ruolo guida nei sondaggi di opinione.
Nonostante la ripresa della crescita economica e altri successi come l'inizio del processo di pace nell'Irlanda del Nord, verso la metà degli anni '90, il Partito Conservatore fu coinvolto in scandali che coinvolsero vari parlamentari e ministri. Le critiche alla leadership di Major raggiunsero un tale tono che egli scelse di dimettersi dalla guida del partito nel giugno del 1995, sfidando i suoi critici a sostenerlo o sfidarlo. Fu debitamente contestato da John Redwood ma venne rieletto. A quel tempo, il Partito Laburista aveva abbandonato la sua ideologia socialista e sotto la guida di Tony Blair si spostò al centro. I laburisti vinsero un gran numero di elezioni suppletive, privando nel dicembre del 1996 il governo di Major della maggioranza. Major perse le elezioni generali del 1997. Fu una delle più grandi sconfitte elettorali dopo la riforma del 1832.
Major venne sostituito da William Hague come leader del Partito Conservatore nel giugno del 1997. Nel 1999 un sondaggio della BBC Radio 4 lo classificò al 17º posto fra i 19 Primi ministri britannici del XX secolo. Dopo le elezioni generali del 2001 si ritirò dalla Camera dei Comuni. Rivestì il ruolo di capo della divisione europea del gruppo di Private Equity The Carlyle Group fino al 2004.

## Primi anni di vita e formazione
Sir John Major nacque al St Helier Hospital and Queen Mary's Hospital for Children di Londra il 29 marzo 1943 da Gwen Major (nata Coates, 1905-1970) e dall'ex music hall Tom Major-Ball (1879-1962), che aveva sessantatré anni quando nacque il figlio. Fu battezzato "John Roy Major" ma sul suo certificato di nascita venne registrato solo "John Major". Usò il suo secondo nome fino all'inizio degli anni '80. Frequentò la scuola elementare di Cheam Common e dal 1954 la Rutlish School, una grammar school nel borgo di Merton.
Nel 1955, con il declino dell'attività imprenditoriali del padre, la famiglia si trasferì a Brixton. L'anno seguente Major assistette al suo primo dibattito alla Camera dei comuni. In quell'occasione vide Harold Macmillan presentare il suo unico bilancio come Cancelliere dello Scacchiere e attribuì le sue ambizioni politiche a quell'evento.
Major lasciò la scuola all'età di sedici anni, nel 1959, con tre livelli O in storia, lingua inglese e letteratura inglese. In seguito ottenne altri tre livelli O per corrispondenza in Costituzione del Regno Unito, matematica ed economia.
Il primo lavoro di Major fu quello di commesso presso la società di intermediazione assicurativa di Londra Pratt & Sons nel 1959. Non amando quell'occupazione, si dimise. In quel momento si unì al gruppo dei giovani conservatori di Brixton. Aveva quasi diciannove anni quando suo padre morì, all'età di ottantadue anni, il 27 marzo 1962. Sua madre morì otto anni e mezzo dopo, nel settembre del 1970, all'età di sessantacinque anni.
Dopo che Major divenne Primo ministro, fu dichiarato erroneamente che il suo fallimento nel trovare un lavoro come conduttore di autobus era il risultato del suo fallimento nel superare un esame di matematica. Aveva infatti superato tutti i test necessari ma era stato scartato a causa della sua altezza.
Dopo un periodo di disoccupazione, Major iniziò a lavorare presso il London Electricity Board nel 1963, dove casualmente lavorò in gioventù anche il suo successore come Primo ministro, Tony Blair. In seguito decise di intraprendere un corso per corrispondenza nel settore bancario. Major ottenne poi l'incarico di dirigente presso la Standard Chartered Bank nel maggio del 1965 e rapidamente si espanse tra i ranghi. Nel 1967 la banca lo mandò a lavorare a Jos, in Nigeria, dove per poco non morì in un incidente stradale.

## Carriera politica

### Inizio della carriera politica
Major si interessò alla politica fin dalla tenera età. Incoraggiato dal collega conservatore Derek Stone, iniziò a tenere discorsi su una soap-box nel mercato di Brixton. Si presentò come candidato per il Lambeth London Borough Council all'età di 21 anni nel 1964 e fu eletto nel 1968. Nel Consiglio fu presidente del comitato per gli alloggi, era responsabile della supervisione della costruzione di molti grandi quartieri residenziali. Perse il posto nel 1971.
Major era un giovane conservatore attivo e, secondo il suo biografo Anthony Seldon, portò "giovanile esuberanza" ai Tories di Brixton, ma spesso ebbe problemi con l'agente professionale Marion Standing. Sempre secondo Seldon, l'influenza politica formativa su Major fu Jean Kierans, una divorziata di 13 anni più anziana, che divenne sua mentore e amante. Scrive Seldon: "Lei [...] rese Major più semplice nel suo aspetto, lo curò politicamente e lo rese più ambizioso e mondano". La loro relazione durò dal 1963 a qualche tempo dopo il 1968.
Major corse per l'elezione alla Camera dei comuni nel collegio di St Pancras Nord nelle elezioni generali del febbraio 1974 e in quelle dell'ottobre successivo ma non ebbe successo in entrambe le occasioni. Nel novembre del 1976 Major fu scelto come candidato per il sicuro collegio conservatore di Huntingdonshire. Fu eletto in occasione delle elezioni generali del 1979. In seguito ai cambiamenti di confine, Major divenne deputato per il nuovo collegio di Huntingdon nel 1983. Fu riconfermato nel 1987, nel 1992 e nel 1997. Si ritirò nel 2001.
Nel 1981 venne nominato segretario privato parlamentare e nel 1983 divenne assistente whip. In seguito, nel 1985, venne nominato sottosegretario di Stato per la sicurezza sociale, prima di essere promosso a ministro di Stato nello stesso dipartimento nel 1986. Attirò subito l'attenzione dei media nazionali per i pagamenti del riscaldamento agli anziani nel gennaio del 1987, quando la Gran Bretagna era nel bel mezzo di un rigido inverno.

### Nel gabinetto di governo
Dopo le elezioni generali del 1987, Major fu promosso al gabinetto come Segretario Capo al Tesoro. Due anni dopo, con la sorpresa del rimpasto del luglio del 1989, Major succedette a Geoffrey Howe come Segretario di Stato per gli affari esteri e del Commonwealth. La rapida promozione sorprese molti, a causa della relativa mancanza di esperienza di Major nel gabinetto. Appena tre mesi dopo, nell'ottobre del 1989, venne nominato Cancelliere dello Scacchiere dopo le improvvise dimissioni di Nigel Lawson. Questo significava che, nonostante fosse nel Gabinetto da poco più di due anni, Major era passato dalla posizione più giovane del Consiglio dei Ministri alla detenzione di due delle più alte cariche dello stato del Regno Unito.
In qualità di Cancelliere dello Scacchiere, Major presentò un solo budget, il primo ad essere trasmesso in diretta, all'inizio del 1990. Lo pubblicizzò come "budget per il risparmio" e annunciò il Conto di risparmio speciale esente da imposte (TESSA), sostenendo che erano necessarie misure per calo del coefficiente di risparmio delle famiglie che era stato evidente durante l'esercizio precedente. Nel giugno del 1990 Major suggerì che la proposta di moneta unica europea dovrebbe essere una "hard ecu", in competizione con le valute nazionali esistenti. Questa idea alla fine non venne adottata. Nell'ottobre del 1990, Major e Douglas Hurd, suo successore come Segretario agli Esteri, persuasero Margaret Thatcher a sostenere l'ingresso britannico nell'Accordi europei di cambio, una mossa alla quale aveva resistito per molti anni e che aveva avuto un ruolo nelle dimissioni di Nigel Lawson.
Dopo che Michael Heseltine sfidò la Thatcher per la guida del Partito Conservatore nel novembre del 1990, Major e Douglas Hurd furono i proponenti dei documenti per le nomine per il voto di comando. Dopo che la Thatcher non fu in grado di ottenere un sostegno sufficiente per evitare un secondo scrutinio, annunciò le sue dimissioni da Primo ministro e Capo dei conservatori. Il 22 novembre Major annunciò di voler sostenere il secondo scrutinio. Stretto alleato della Thatcher, Major la sostenne per il resto del concorso alla leadership. Durante il primo turno fu costretto nella sua casa di Huntingdon per riprendersi da un'operazione ai denti. I documenti per la candidatura di Thatcher per il secondo scrutinio furono spediti a lui in auto per farglieli firmare. In seguito emerse che aveva firmato sia i documenti dellaThatcher sia un set di carte per la sua candidatura nel caso si fosse ritirata.
A differenza del primo scrutinio, dal secondo un candidato doveva ottenere solo una maggioranza semplice di parlamentari conservatori per vincere, in questo caso 186 su 372. Il ballottaggio si svolse il pomeriggio del 27 novembre. Anche se Major ottenne due voti meno del totale richiesto, distanziò abbastanza Douglas Hurd e Michael Heseltine da ottenere il riconoscimento della vittoria. Con nessuno sfidante rimasto, Major fu formalmente nominato Capo del Partito Conservatore quella sera e fu debitamente nominato Primo ministro il giorno seguente.

### Primo ministro

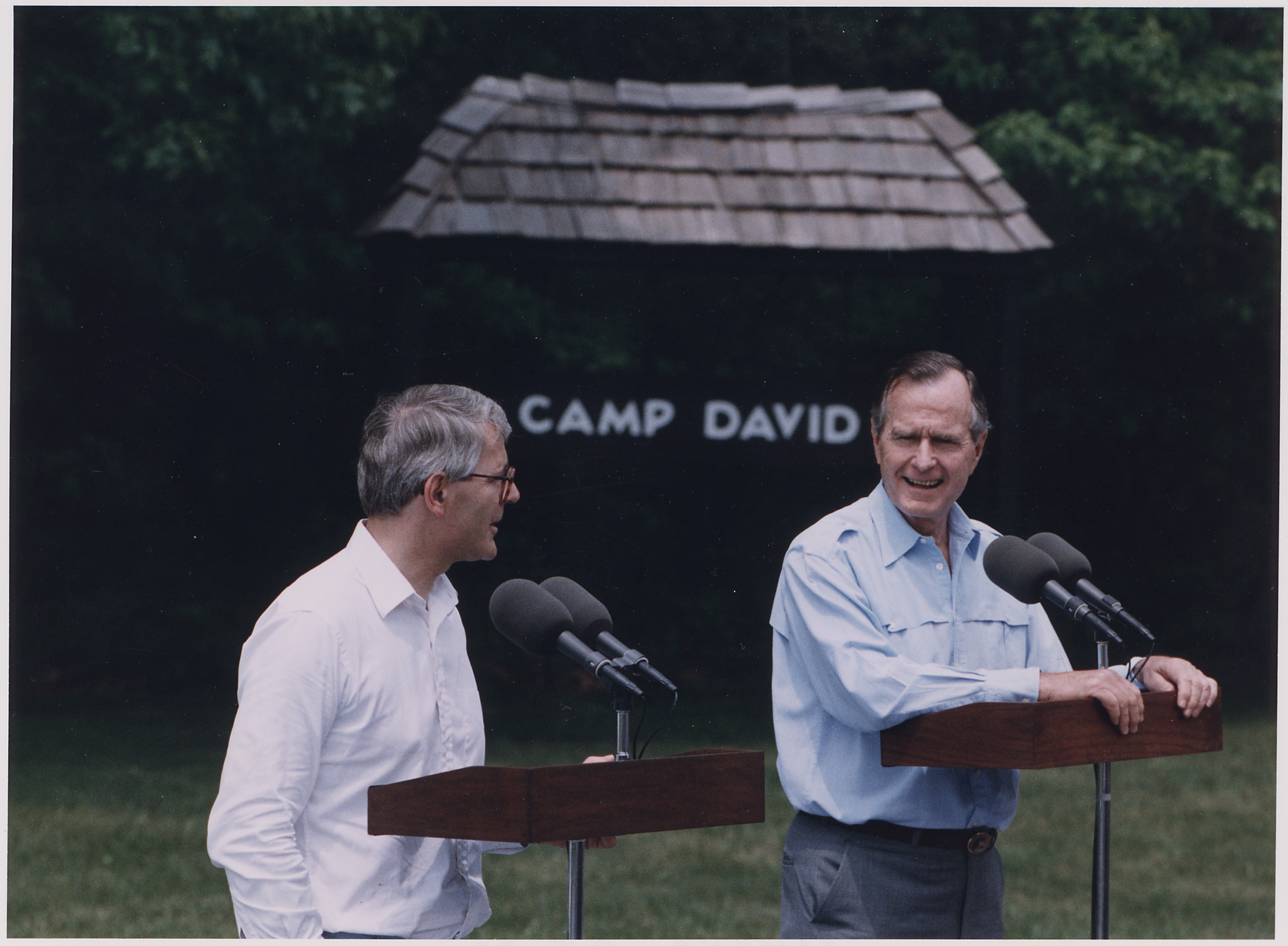
Major con il presidente George H. W. Bush a Camp David nel 1992.

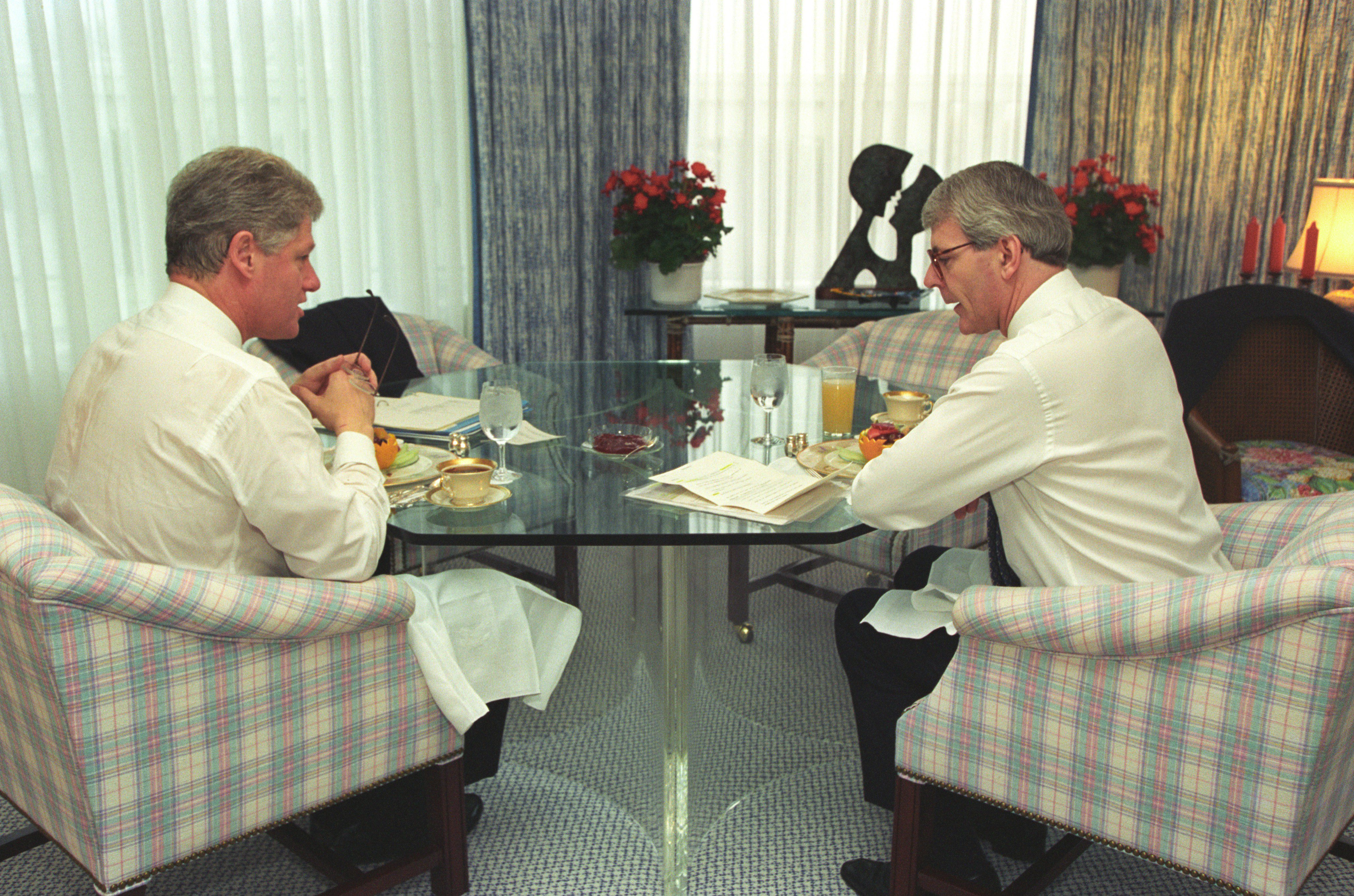
Major con il presidente Bill Clinton al solarium della Casa Bianca nel 1994.

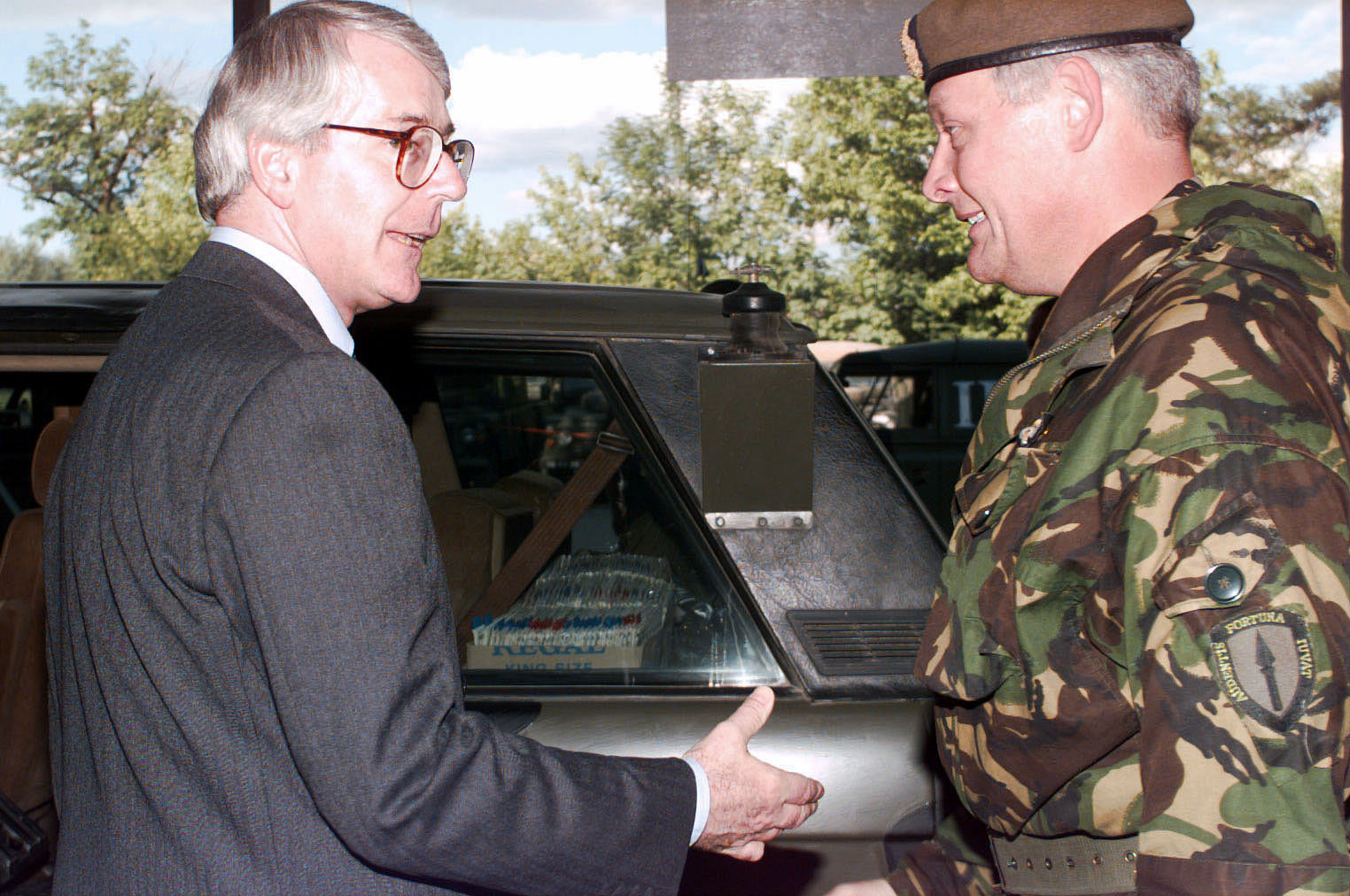
Il premier John Major parla con il tenente generale Michael Walker, 24 maggio 1996.

#### Elezioni del 1992
L'economia del Regno Unito entrò in recessione nel 1990. La crisi si acuì nel corso dell'anno successivo e si vide un rapido aumento della disoccupazione. I conservatori erano stati coerentemente dietro ai laburisti nei sondaggi di opinione dal 1989 e il divario si ampliò notevolmente nel 1990. Nei primi due mesi di governo, Major dovette guidare il Regno Unito attraverso la guerra del Golfo, svolgendo un ruolo chiave nel persuadere il presidente degli Stati Uniti George H. W. Bush a sostenere la zona d'interdizione al volo. Durante questo periodo, Major e il suo governo sopravvissero a un tentativo di omicidio dell'Irish Republican Army tramite un attacco di mortaio. I conservatori riuscirono a riconquistare un ruolo guida nei sondaggi di opinione dopo questo periodo, con indagini che definivano Major come il Primo ministro più popolare dai tempi di Harold Macmillan nei primi anni '60.
Nonostante i ripetuti appelli del leader laburista Neil Kinnock per la convocazione immediata delle elezioni dopo che Major divenne Primo ministro, questo non avvenne fino al febbraio del 1992, quando furono convocate per il 9 aprile. Major portò la sua campagna sulle strade, parlando spesso da una soapbox rovesciata come aveva fatto ai suoi giorni al Lambeth Council. Questo approccio era in contrasto con la campagna apparentemente meno faticosa del Partito Laburista e suscitò scalpore nell'elettorato, insieme a una campagna negativa che colpì duramente la pubblicità incentrata sulla questione dell'approccio fiscale alla Labour. Durante la campagna, entrambi i partiti erano o legati o entro un punto l'uno dall'altro nei sondaggi di opinione, portando all'incertezza su chi avrebbe vinto o se ci sarebbe stato un vero vincitore elettorale. Nella notte delle elezioni, i sondaggi in uscita indicavano una maggioranza laburista molto sottile, che la maggior parte degli osservatori previde si sarebbe tradotta in un Parlamento diviso o in una piccola maggioranza laburista. La migliore speranza era di mantenere al potere i conservatori che avrebbero guidato un governo di minoranza o sarebbero entrati in una coalizione.
Nonostante queste previsioni, i conservatori vinsero le elezioni a titolo definitivo, guadagnando oltre 14 milioni di voti, il più alto voto popolare mai registrato da un partito politico britannico in un'elezione generale fino ad oggi. Anche se questo si tradusse in una maggioranza molto ridotta di 21 seggi nella Camera dei comuni (in calo rispetto alla maggioranza di 102 seggi goduta nella precedente legislatura), questo fu sufficiente per il ritorno di Major come Primo ministro eletto a sua volta e per dare ai conservatori la loro quarta vittoria consecutiva, anche se la maggioranza relativamente piccola avrebbe continuato a causare problemi al premier per tutto il suo secondo mandato.

#### Mercoledì nero
La seconda luna di miele di Major come Primo ministro dopo la sua vittoria elettorale non durò a lungo. Il 16 settembre 1992 il Regno Unito fu costretto ad uscire dal meccanismo dei tassi di cambio (ERM) in circostanze difficili, in un giorno che sarebbe diventato noto come "mercoledì nero", con miliardi di sterline sprecate in un futile tentativo di difendere il valore della moneta. Lo sconvolgimento causato dagli eventi della giornata fu tale che Major si avvicinò a rassegnare le dimissioni da Primo ministro. preparò una lettera di dimissioni indirizzata alla regina ma che non venne mai inviata.
Sebbene Major continuasse a difendere l'appartenenza del Regno Unito dell'ERM, affermando che "era la medicina che cura il disturbo, ma non era il disturbo", il disastro del mercoledì nero lasciò irreparabilmente danneggiata la credibilità economica del governo. Major mantenne la sua squadra economica invariata per sette mesi dopo il mercoledì nero, prima di licenziare Norman Lamont da cancelliere dello Scacchiere, sostituendolo con Kenneth Clarke. Ciò avvenne dopo mesi di critiche alla stampa rivolte a Lamont durante il suo bilancio del 1993 e per la pesante sconfitta alle elezioni suppletive nel collegio di Newbury. Il suo ritardo nel licenziare Lamont fu sfruttato dai critici di Major sia all'interno che all'esterno del suo partito, che lo usarono per affermare che Major era troppo indeciso. Subito dopo il mercoledì nero, i conservatori rimasero molto indietro rispetto ai laburisti nei sondaggi d'opinione e Major non sarebbe mai stato in grado di riconquistare il comando per il resto del suo mandato di Primo ministro. Fu sconfitto nelle elezioni dei consigli locali e nelle elezioni europee del 1994 e subì una serie di sconfitte elettorali che gradualmente spazzarono via la maggioranza conservatrice.
Nel giro di un anno dalla sua trionfale vittoria elettorale, l'opinione pubblica su Major crollò a causa del mercoledì nero, della chiusure delle miniere, della disputa sul trattato di Maastricht e dell'alta disoccupazione. Erano quattro aree chiave per l'insoddisfazione sul Primo ministro. I giornali che tradizionalmente sostenevano i conservatori e che avevano sostenuto Major alle elezioni erano ormai severamente critici nei suoi confronti quasi ogni giorno. Il ritiro forzato del Regno Unito dal meccanismo dei tassi di cambio generò una parziale ripresa economica con una nuova politica di tassi di cambio flessibili, che consente tassi di interesse e svalutazione più bassi, aumentando così la domanda di beni del Regno Unito nei mercati di esportazione. La recessione iniziata poco prima che Major diventasse Primo ministro terminò nell'aprile del 1993, quando l'economia cresceva dello 0,2%. Anche i disoccupati iniziarono a diminuire: alla fine del 1992 si erano attestati a quasi 3 milioni ma nella primavera del 1997 erano scesi a 1,7 milioni.

#### Europa

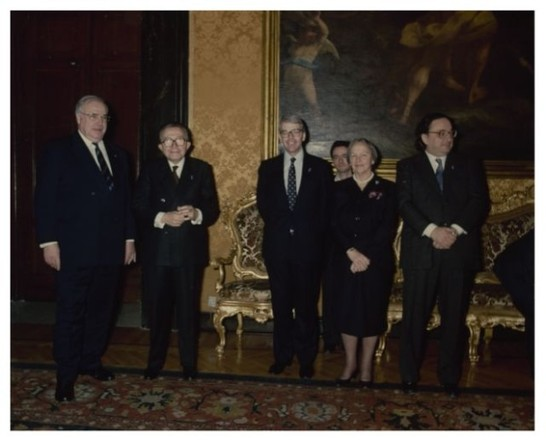
Helmut Kohl, Giulio Andreotti, John Major, Nilde Iotti e Gianni De Michelis durante l'incontro a Roma per la Comunità europea nel 1990.

Diventato Primo ministro, Major aveva promesso di mantenere la Gran Bretagna "nel cuore dell'Europa" e sosteneva di aver vinto "partita, set e match per la Gran Bretagna" - negoziando le clausole di annullamento del capitolo sociale e della moneta unica dal trattato di Maastricht e assicurando che non ci fosse una menzione esplicita di un'Europa "federale" e che la politica estera e di difesa fosse tenute come materia di cooperazione intergovernativa, in "pilastri" separati dall'Unione europea sovranazionale. Entro il 2010 alcune di queste concessioni, sebbene non la mancata adesione del Regno Unito alla moneta unica, furono superate dagli eventi successivi.
Anche queste mosse verso una maggiore integrazione europea incontrarono un'opposizione veemente da parte dell'ala euroscettica del partito di Major e del suo governo, dal momento in cui l'esecutivo tentò di ratificare il trattato di Maastricht nella prima metà del 1993. Sebbene i laburisti abbiano appoggiato il trattato, si opposero tatticamente a certe clausole per sfruttare le divisioni nell'esecutivo. Questa opposizione includeva il passaggio di un emendamento che richiedeva un voto sugli aspetti del capitolo sociale del trattato prima che potesse essere ratificato. Il 22 luglio 1993 diversi parlamentari conservatori, i ribelli al trattato di Maastricht, votarono contro il trattato e il governo fu sconfitto. Major convocò un altro voto il giorno seguente, dove pose la questione di fiducia. Vinse la votazione ma il danno alla sua autorità in Parlamento era fatto.

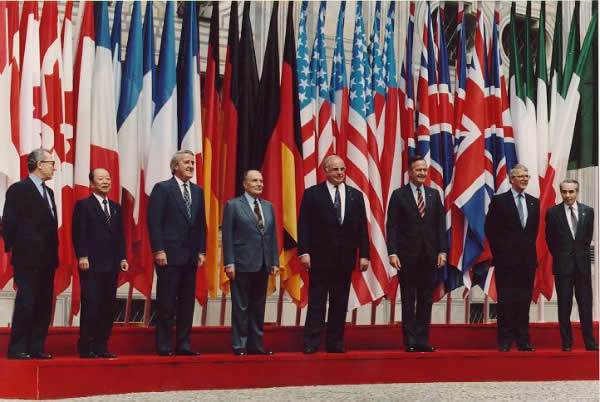
John Major (penultimo a destra) al G7 del 1992.

Più tardi quel giorno, Major rilasciò un'intervista a ITN di Michael Brunson. Durante un momento in cui Major pensava che i microfoni fossero stati spenti, Brunson chiese perché non avesse licenziato i ministri che stavano cospirando contro di lui. Rispose: "Pensaci dalla mia prospettiva: tu sei il Primo Ministro, con una maggioranza di 18... da dove pensi che la maggior parte del veleno provenga ? Dai diseredati e i non-posseduti. Altri tre bastardi là fuori? Qual è la massima di Lyndon B. Johnson?" Major in seguito disse che aveva scelto il numero tre dall'alto e che si riferiva a "ex ministri che avevano lasciato il governo e avevano iniziato a creare scompiglio con le loro attività anti-europee" Molti giornalisti suggerirono che i tre fossero Peter Lilley, Michael Portillo e Michael Howard, tre dei più prominenti "euro scettici" all'interno del suo gabinetto. Durante il resto del mandato di Major come Primo ministro, l'identità esatta dei tre fu offuscata, con il nome di John Redwood che apparve frequentemente nell'elenco insieme a due degli altri. Il nastro di questa conversazione trapelò al Daily Mirror che riportò la notizia.
Nell'aprile del 1993, appena dodici mesi dopo il trionfo nelle elezioni generali, la popolarità di John Major come Primo ministro era crollata. Oltre alle mostruose performance del suo partito nei sondaggi d'opinione, le valutazioni personali su Major erano ugualmente basse. Veniva oltraggiato quasi quotidianamente da giornali il cui sostegno, una volta, sembrava essere stato dato per scontato ai conservatori. Anche i critici di tutti gli angoli criticarono il suo approccio alla politica volto al consenso, che contrastava nettamente con l'approccio conflittuale di Margaret Thatcher. Altri volevano sottolineare che l'approccio conciliatorio di Major al lavoro era qualcosa che molti osservatori avevano sperato quando la Thatcher lasciò l'incarico nel 1990. Venne paragonato a un altro Primo ministro conservatore, Anthony Eden, che fu un ministro rispettato ma che quando divenne premier venne considerato come una delusione.

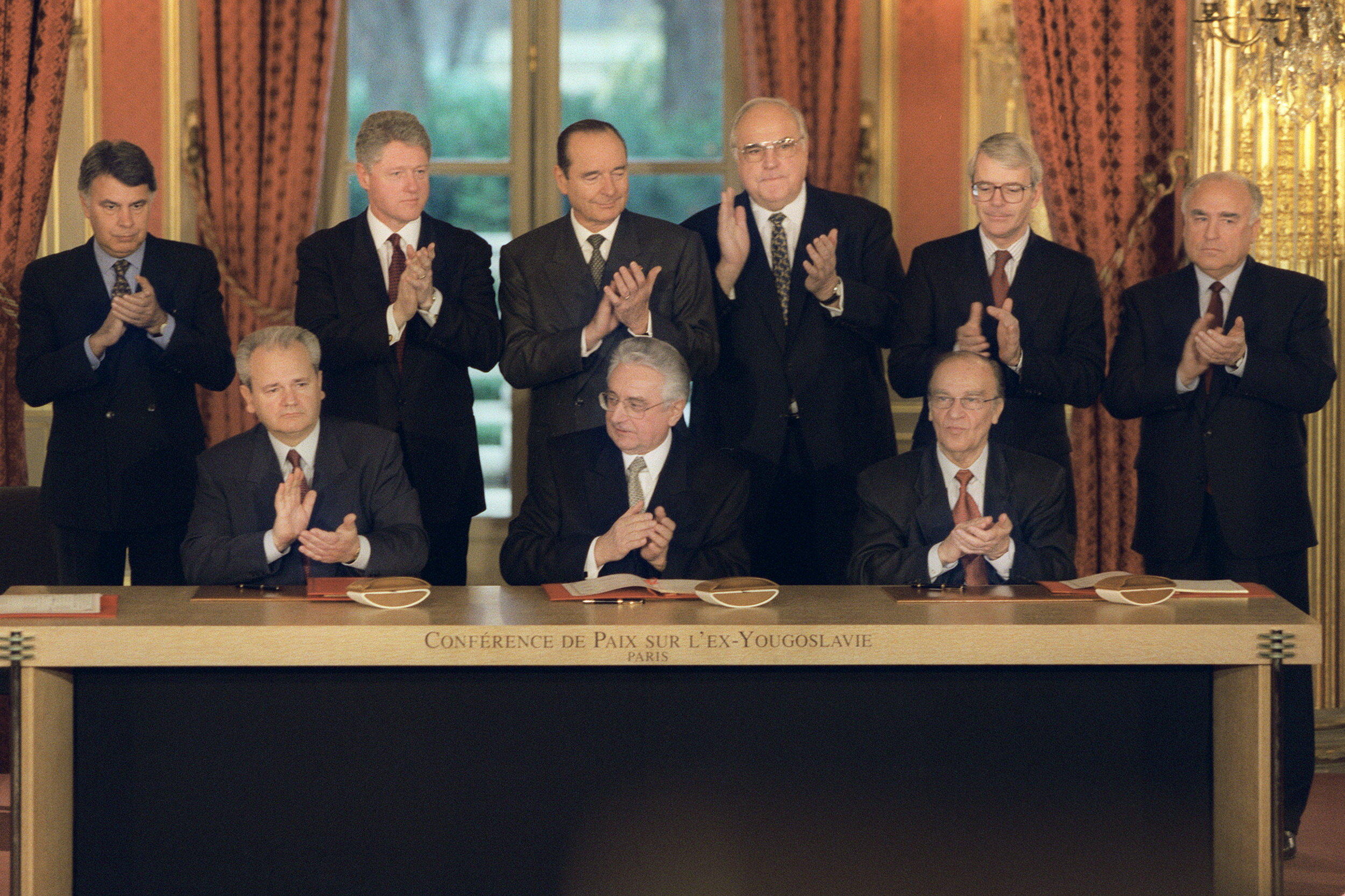
Felipe González, Bill Clinton, Jacques Chirac, Helmut Kohl, John Major e Viktor Chernomyrdin osservano la firma dell'accordo di Dayton da parte di Slobodan Milošević (Serbia), Franjo Tuđman (Croazia) e Alija Izetbegović (Bosnia Erzegovina).

Le liti continuarono in Europa. All'inizio del 1994 Major aveva posto il veto al politico belga Jean-Luc Dehaene per succedere a Jacques Delors come presidente della Commissione europea per il suo essere eccessivamente federalista, solo per scoprire che invece doveva accettare un politico lussemburghese con opinioni simili, Jacques Santer. In questo periodo, Major - che in una sfortunata frase definì il leader laburista John Smith come "Monsieur Oui, il barboncino di Bruxelles" - cercò di chiedere un aumento della maggioranza qualificata necessaria per votare nell'Unione europea appena allargata (rendendo più facile per il Regno Unito, in alleanza con altri paesi il bloccare le misure federaliste). Dopo che Major dovette fare marcia indietro su questo tema, Tony Marlow alla Camera dei comuni chiese le sue dimissioni. Nel 1996 i governi europei vietarono l'importazione della carne bovina britannica perché si riteneva che fosse infettata dal morbo della mucca pazza. Il governo britannico negò la cooperazione con l'Unione europea sulla questione ma non riuscì a far revocare il divieto. Ebbe successo solo nel calendarizzarlo per risolverlo. Il conflitto venne chiamato "guerra del manzo". Entro l'aprile del 2013, vCJD - la forma umana della malattia aveva ucciso 280 persone (176 di loro nel Regno Unito).
Per il resto del premierato di Major, l'argomento principale era se il Regno Unito potesse aderire alla prevista moneta unica europea. Alcuni dei principali conservatori, incluso il cancelliere Ken Clarke, si dissero favorevoli all'adesione e insistettero sul fatto che il paese avrebbe dovuto mantenere una scelta completamente libera, mentre un numero crescente di altri espresse la propria riluttanza all'adesione. A quel tempo, il miliardario Sir James Goldsmith istituì il proprio Partito del Referendum, facendo convergere su di sé parte dei voti dei conservatori. Alle elezioni generali del 1997 molti candidati conservatori espressero apertamente la propria riluttanza ad aderire.

#### Bosnia

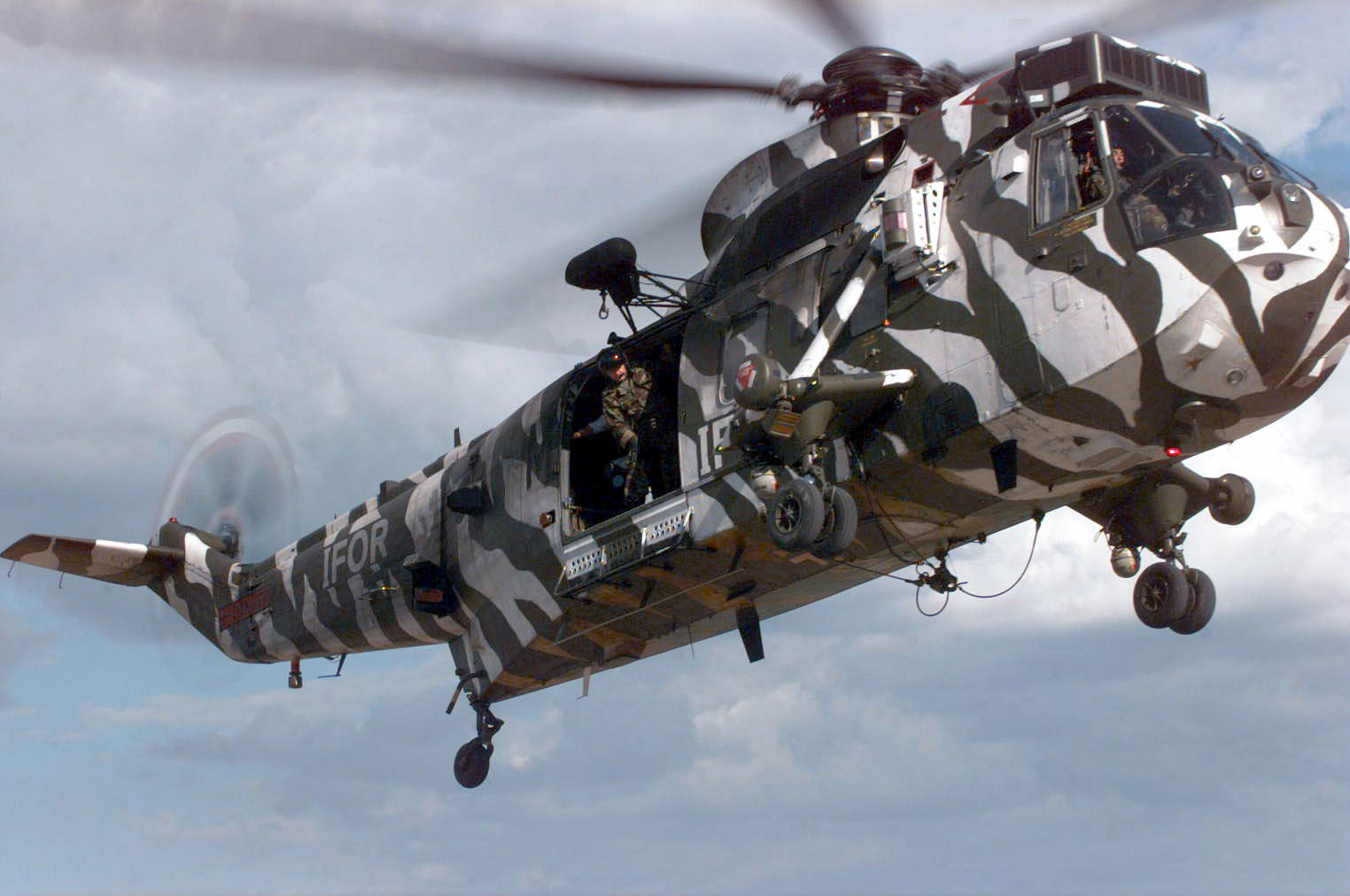
Un elicottero Westland Sea King trasporta Major sopra il complesso di Ilidza a Sarajevo, in Bosnia, durante l'operazione Joint Endeavour nel 1996.

Il premierato di Major vide la guerra in Bosnia. La politica del governo fu di mantenere l'embargo sulle armi delle Nazioni Unite che limitava il flusso di armi nella regione e di opporsi agli attacchi aerei contro i serbo-bosniaci. Il ragionamento del governo era che un embargo sulle armi avrebbe creato solo un "livello di sterminio" e che gli attacchi aerei avrebbero messo in pericolo le forze di pace delle Nazioni Unite e lo sforzo di aiuto umanitario. Questa politica fu criticata dalla Thatcher e da altri che vedevano i bosniaci musulmani come le principali vittime dell'aggressione serba e paragonarono la situazione agli eventi della seconda guerra mondiale. L'amministrazione Clinton, al contrario, era impegnata in una politica di "lift and strike" (revocare l'embargo sulle armi e infliggere attacchi aerei ai serbi) provocando tensioni (Douglas Hurd e altri si opposero fermamente a questa politica).
Alcuni commentatori confrontarono la politica del governo Major con "equivalenza amorale" perché sembrava giudicare ugualmente colpevole il governo bosniaco e i serbo-bosniaci. In una certa misura, questi critici della politica di Major furono in seguito rivendicati quando, in un articolo pubblicato nel 2011, l'allora ministro della difesa Malcolm Rifkind accettò che l'idea che l'embargo sulle armi fu un "grave errore" da parte dell'ONU.

#### Irlanda del Nord
Major aprì i colloqui con il Provisional Irish Republican Army al momento dell'entrata in carica. Nel novembre del 1993 dichiarò alla Camera dei comuni che a "sedersi e parlare con il signor Adams e la Provisional IRA provvisorio... mi girava lo stomaco". Lo Sinn Féin diede ai media uno schema dei negoziati segreti tenuti regolarmente da quel febbraio. Il 15 dicembre 1993 Major e Albert Reynolds, Taoiseach della Repubblica d'Irlanda, emisero la "Dichiarazione di Downing Street", con il quale nacque una relazione amichevole. Nel 1994 seguì un cessate il fuoco dell'IRA. Nella Camera dei comuni, Major si rifiutò di aderire alla prima bozza dei "principi Mitchell", che portarono alla fine del cessate il fuoco. Spianò la strada all'accordo del Venerdì Santo, noto anche come "accordo di Belfast", che fu firmato dal suo successore.
Nel marzo del 1995 Major rifiutò di rispondere alle telefonate del presidente degli Stati Uniti Bill Clinton per diversi giorni a causa della sua rabbia per la decisione del presidente di invitare Gerry Adams alla Casa Bianca per il giorno di San Patrizio.

#### Ferrovie

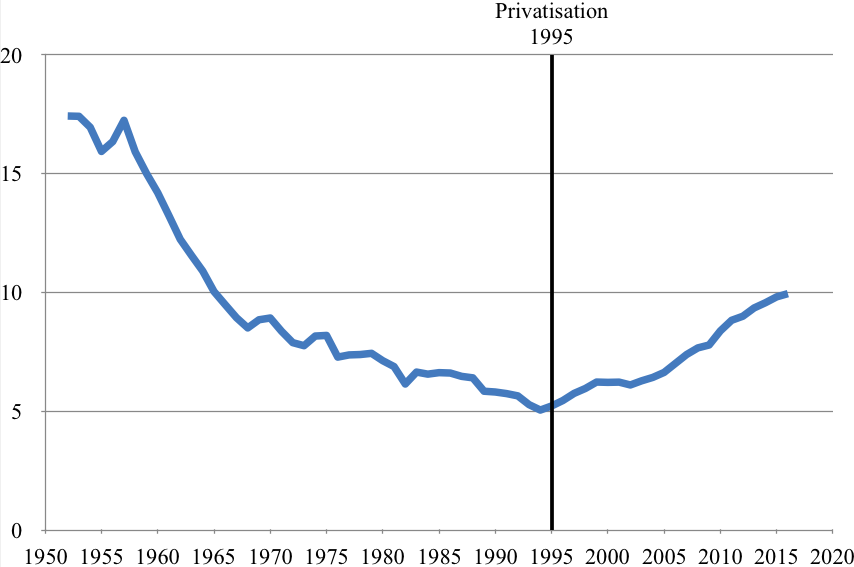
Grafico che mostra la quota nazionale di viaggi ferroviari dal 1952 al 2016.

Dal 1994 al 1997, Major privatizzò la British Rail, dividendola tra società concessionarie perché fosse gestita dal settore privato. Il processo fu considerato controverso all'epoca e l'effetto della privatizzazione della ferrovia è ancora in discussione. Si vide una grande crescita del numero di passeggeri e una crescente efficienza abbinata a ingenti sussidi pubblici e alla preoccupazione per le compagnie straniere che gestivano le ferrovie britanniche.

#### Immoralità
Alla conferenza del Partito Conservatore del 1993, Major iniziò la campagna "ritorno ai principi fondamentali", che intendeva riguardare anche una vasta gamma di questioni, tra cui economia, istruzione e polizia, ma che venne interpretata da molti (compresi i ministri conservatori) puramente nel contesto del ritorno ai valori morali e familiari che sono associati al Partito Conservatore.
Invece di essere ben accolto, "Back to Basics", divenne invece sinonimo di scandalo, spesso esposti in dettaglio luridi e imbarazzanti nei giornali scandalistici, come sul The Sun. Nel 1992 David Mellor, un ministro del governo, fu accusato di avere una relazione extraconiugale e di aver accettato l'ospitalità dalla figlia di un importante membro dell'Organizzazione per la Liberazione della Palestina. La moglie di Lord Caithness si suicidò, secondo molti perché il pari commetteva adulterio. Stephen Milligan fu trovato morto apparentemente auto-asfissiato durante l'esecuzione di un atto sessuale solitario. Il suo seggio di Eastleigh fu perso in quello che sembrava essere un flusso continuo di pesanti sconfitte elettorali. David Ashby fu cacciato di casa da sua moglie dopo che aveva dormito con degli uomini. Una serie di altri deputati conservatori, tra cui Alan Amos, Tim Yeo e Michael Brown, furono coinvolti in scandali sessuali.
Altri scandali debilitanti inclusero "Arms to Iraq" - l'inchiesta in corso su come i ministri del governo, incluso Alan Clark (coinvolto anche in uno scandalo non correlato che coinvolse la rivelazione della sua relazione con la moglie e le due figlie di un giudice sudafricano) abbia incoraggiato le imprese a fornire armi all'Iraq durante la guerra Iran-Iraq degli anni '80, in violazione dell'embargo ufficiale sulle armi, e come i ministri anziani, in consulenza legale, tentarono di nascondere le prove di questa connivenza ufficiale quando i dirigenti di Matrix Churchill furono processati per la rottura dell'embargo.
Un altro scandalo fu "Cash for Questions", in cui Graham Riddick e David Tredinnick accettarono denaro per fare domande alla Camera dei Comuni in un "pungiglione" di giornale, e in seguito fu scoperto che Tim Smith e Neil Hamilton avevano ricevuto denaro da Mohamed Al-Fayed per fare domande in Aula. Più tardi David Willetts lasciò l'incarico di Paymaster General dopo che era stato accusato di aver raccolto prove a sostegno di "Cash for Questions".
Il ministro della difesa Jonathan Aitken venne accusato dal programma World in Action dalla ITV e da The Guardian di aver segretamente fatto offerte ai principali principi sauditi. Egli negò tutte le accuse e promise di esercitare la "spada della verità" in procedimenti di diffamazione che lo portarono contro The Guardian e i produttori di World in Action. In una fase iniziale del processo apparve chiaro che aveva mentito sotto giuramento e in seguito (dopo la caduta del governo Major) fu condannato per falsa testimonianza a un periodo di reclusione.
Major tentò di strapparsi dagli scandali finanziari creando inchieste pubbliche: il rapporto Nolan sugli standard previsti nella vita pubblica e il rapporto Scott sullo scandalo "Arm to Iraq".
Anche se Tim Smith si dimise dalla Camera dei comuni alle elezioni generali del 1997, sia Neil Hamilton che Jonathan Aitken concorsero alla rielezione nei loro collegi, ed entrambi furono sconfitti, nel caso di Hamilton dall'ex reporter della BBC Martin Bell, che si candidò come indipendente. Sia i candidati laburisti che i liberal-democratici si erano ritirati e lo avevano appoggiato, facendo un'ulteriore pubblicità sfavorevole ai conservatori.
Major commentò nelle sue memorie la "routine" con la quale sarebbe stato telefonato nel fine settimana per essere avvertito dell'ultima storia imbarazzante dovuta alla rottura. Scrisse che prese una linea severa contro l'improprietà finanziaria, ma che era irritato dal modo in cui una serie di scandali, molti dei quali piccoli reati sessuali da parte di un piccolo numero di parlamentari, siano stati sfruttati dalla stampa e dall'opposizione per trarre vantaggio politico. Ammise che la questione "alimentò la convinzione pubblica che i conservatori [...] fossero stati al governo per troppo tempo e si fossero dati alle cattive abitudini" e citò l'affermazione del Labour nel 1997: "Niente di meglio incapsula ciò che la gente pensa di questo governo. L'immoralità sarà una delle cose che farà cadere questo governo".

#### Crisi della leadership
Il 22 giugno 1995, stanco delle continue minacce e sfide alla sua leadership che non erano mai effettivamente sorte, Major si dimise da leader del Partito Conservatore e annunciò che si sarebbe ricandidato alle elezioni per la guida dei conservatori. Continuò a servire come Primo ministro mentre la leadership era vacante ma avrebbe rassegnato le dimissioni qualora non fosse stato rieletto da una maggioranza abbastanza grande. John Redwood si dimise da Segretario di Stato per il Galles per candidarsi contro di lui. Major vinse con 218 voti contro gli 89 di Redwood, con 12 voti viziati, 8 astensioni "attive" e 2 astenuti, abbastanza da vincere facilmente nel primo turno. L'importo era pari tre voti in più rispetto all'obiettivo che si era prefissato in privato, avendo in precedenza deciso di dimettersi se non fosse in grado di ottenere il sostegno di almeno 215 dei suoi parlamentari, la soglia dei due terzi.
Il quotidiano The Sun, che ancora sosteneva il Partito Conservatore, aveva perso fiducia in Major e aveva dichiarato il suo sostegno a Redwood, mettendo come titolo in prima pagina "Redwood versus Deadwood".

#### Elezioni del 1997 e dimissioni
La confortevole rielezione di Major come leader non riuscì a ripristinare la sua autorità. Nonostante gli sforzi per migliorare la popolarità del Partito Conservatore, i laburisti rimasero molto avanti nei sondaggi di opinione mentre le elezioni si profilavano, nonostante il boom economico che aveva seguito l'uscita dalla recessione quattro anni prima e il rapido calo della disoccupazione. Perdite e defezioni elettorali portarono nel dicembre del 1996 al fatto che i conservatori avevano perso la maggioranza nella Camera dei comuni. Major riuscì a sopravvivere fino alla fine della legislatura, guidando quello che era effettivamente diventato un governo di minoranza. Il 17 marzo 1997, quando il limite di cinque anni di mandato era prossimo, convocò le elezioni.
Sfortunatamente per Major, i suoi tentativi di ottenere il sostegno pubblico e far oscillare le elezioni a favore dei Tories non funzionarono. Persino il quotidiano The Sun, che aveva promosso i conservatori cinque anni prima e sosteneva di aver influito nella loro vittoria alle elezioni generali del 1992, dichiarò il proprio sostegno al "New Labour" di Tony Blair, condannando i Tories come "stanchi, divisi e senza timone".
Il 1º maggio 1997 il Partito Conservatore subì la peggiore sconfitta elettorale di un partito al governo dopo la riforma del 1832. Nel nuovo parlamento, i laburisti detenevano 418 seggi, i conservatori 165 e i liberal-democratici 46, dando al Labour una maggioranza di 179 deputati. Era il numero più basso di seggi conservatori in Parlamento da oltre un secolo e il nuovo panorama politico appariva verosimilmente in grado di garantire ai laburisti almeno due successivi mandati parlamentari al governo. Major fu rieletto nel suo collegio elettorale di Huntingdon con una maggioranza di 18 140 voti, ma 179 altri parlamentari conservatori furono sconfitti, inclusi ministri ed ex ministri del gabinetto come Norman Lamont, Malcolm Rifkind e Michael Portillo. L'enorme sconfitta elettorale lasciò anche i conservatori senza deputati in Scozia e in Galles per la prima volta nella storia. I conservatori tornarono al governo nel 2010 e riottennero la maggioranza parlamentare solo nel 2015.
Il giorno seguente, Major si recò a Buckingham Palace per informare la regina delle sue dimissioni da Primo ministro. Poco prima aveva annunciato la sua intenzione di rassegnare le dimissioni da leader dei conservatori, dando la sua dichiarazione finale fuori dal numero 10 di Downing Street. Disse: "Quando cala il sipario, è tempo di scendere dal palco, ed è quello che propongo di fare". Major annunciò alla stampa che intendeva andare con la sua famiglia a The Oval per vedere il Surrey giocare a cricket.

### Ultimi anni in Parlamento
Sebbene molti parlamentari conservatori volessero che Major si dimettesse immediatamente da leader, ci fu un movimento tra i membri del partito, incoraggiato dai suoi alleati politici, per farlo rimanere leader fino all'autunno. Lord Cranborne, il suo capo dello staff durante le elezioni, e il capo whip Alastair Goodlad, lo pregarono entrambi di restare. Sostenevano che rimanere come leader per alcuni mesi avrebbe dato al partito il tempo di venire a patti con la scala della sconfitta prima di eleggere un successore. Major rifiutò, dicendo: "Sarebbe terribile, perché presiederei senza autorità un numero di candidati in lotta per la corona. Semplicemente prolungherebbe l'agonia".
Major servì come capo dell'opposizione per sette settimane mentre erano in corso le elezioni per sostituirlo. Formò un governo ombra temporaneo ma con sette dei suoi ministri di governo che avevano perso il loro seggio elettorale e con pochi parlamentari anziani rimasti per sostituirli, diverse persone dovettero assumersi più deleghe. Major servì come Segretario di Stato per gli affari esteri e del Commonwealth e Segretario di Stato per la Difesa del governo ombra. L'ufficio di Segretario di Stato per la Scozia del governo ombra rimase vacante fino a dopo le elezioni generali del 2001, poiché il partito non aveva deputati scozzesi. Le dimissioni di Major come leader conservatore assunsero ufficialmente effetto il 19 giugno 1997, dopo l'elezione di William Hague. Le onorificenze da assegnare furono annunciate il 1º agosto del 1997.
Major rimase attivo in Parlamento dopo le sue dimissioni, partecipando regolarmente ai lavori e contribuendo ai dibattiti. Si ritirò dalla Camera dei comuni alle elezioni generali del 2001. Aveva annunciato il suo ritiro dal vivo nel programma televisivo per la prima colazione della BBC One con David Frost nell'ottobre del 2000.

## Eredità

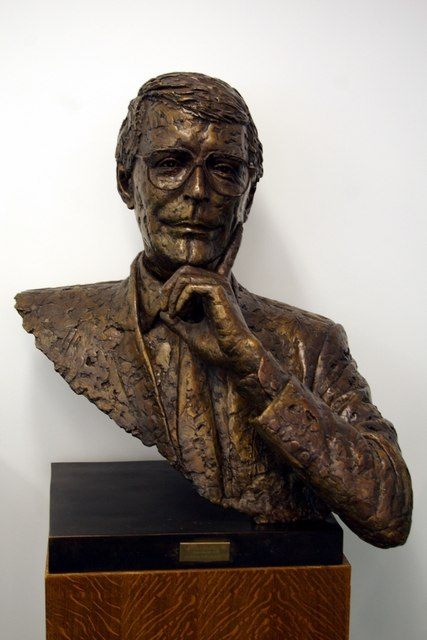
Busto di Major scolpito da Shenda Amery nella biblioteca di Huntingdon.

Lo stile mite di Major e la sua posizione politica moderata contrastarono con quella di Margaret Thatcher e lo resero teoricamente ben posizionato per agire come un leader conciliatorio e relativamente incontrollabile del suo partito. Nonostante questo, il conflitto si scatenò all'interno del partito parlamentare, in particolare per quanto riguardava l'integrazione del Regno Unito nell'Unione europea. Major non riuscì mai a riconciliare i "ribelli europei" tra i suoi parlamentari con la sua politica europea. Essi, sebbene fossero relativamente pochi, esercitarono una grande influenza a causa della sua piccola maggioranza e del loro seguito più ampio tra attivisti ed elettori conservatori. Episodi come la ribellione al trattato di Maastricht guidata da Bill Cash e Margaret Thatcher inflissero gravi danni politici a lui e al suo governo. L'ulteriore amarezza dell'ala destra del partito per il modo in cui Margaret Thatcher era stata defenestrata non rendeva più facile il compito di Major. Una serie di scandali tra i principali parlamentari conservatori fece sì che Major e il suo governo non fossero favoriti. Il suo compito divenne ancora più difficile dopo la benevola elezione di Tony Blair a leader laburista nel luglio del 1994.
Major difese il suo governo nelle sue memorie, concentrandosi in particolare su come sotto di lui l'economia britannica si sia ripresa dalla recessione del 1990-1992. Scrisse: "Durante la mia premiership i tassi di interesse sono scesi dal 14% al 6%, i disoccupati erano 1,75 milioni quando ho assunto l'incarico e 1,6 milioni alla mia partenza, e l'indebitamento annuale del governo è passato da £ 0,5 miliardi a quasi 46 miliardi di sterline al suo picco prima di cadere a 1 miliardo di sterline". Ken Clarke nel 2016 dichiarò che la reputazione di Major sembrava migliorato col passare del tempo, nello stesso modo in cui l'eredità di Tony Blair sembrava essere in declino.
L'ex deputato laburista Tony Banks nel 1994 dichiarò che Major "era un presidente abbastanza competente del comitato per gli alloggi del Lambeth London Borough Council e ogni volta che si alzava ora continua a pensare: Cosa sta facendo il consigliere Major ? Non posso credere che sia qui e, a volte, penso che non possa neanche". Paddy Ashdown, il leader dei liberal-democratici durante il mandato di Major, una volta lo descrisse nella Camera dei comuni come un "uomo onesto e rispettabile". Pochi osservatori dubitavano che fosse un uomo onesto o che avesse fatto tentativi sinceri e talvolta riusciti di migliorare la vita in Gran Bretagna e di unire il suo partito profondamente diviso. Era però anche percepito come una figura debole e inefficiente, in particolare in occasione del mercoledì nero del settembre del 1992. Al contrario in certe occasioni fu criticato per l'aver perseguito dei programmi visti favorevolmente dalla destra del suo partito, in particolare la privatizzazione della British Rail.

## Anni successivi

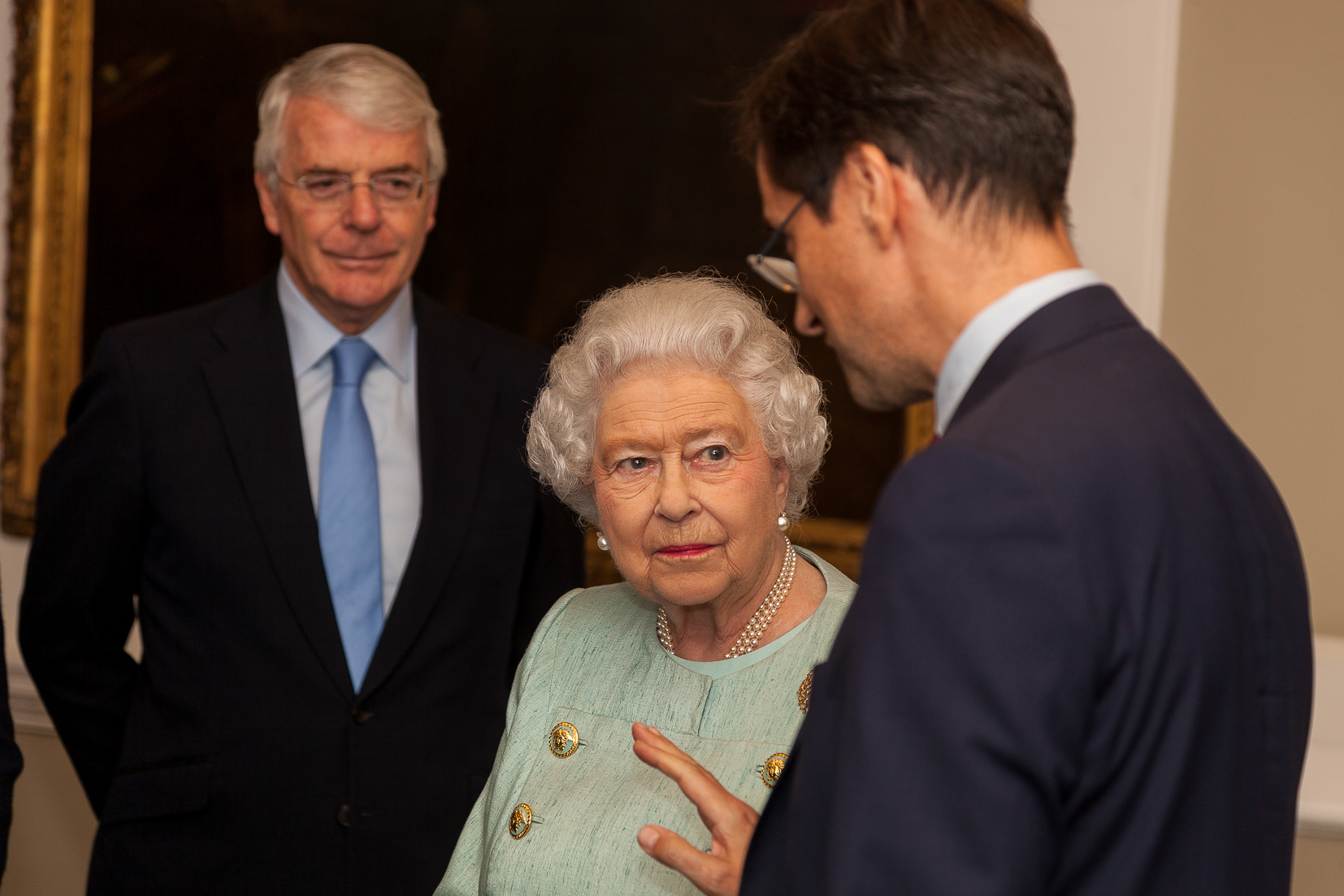
Major (a sinistra) con la regina Elisabetta II nel 2012.

Da quando lasciò la politica, Major mantenne un basso profilo, dedicandosi all'amore per il cricket come presidente del Surrey County Cricket Club fino al 2002 (e vice presidente onorario dal 2002) e commentando gli sviluppi politici alla maniera di uno statista anziano. È membro del comitato consultivo europeo del gruppo Carlyle dal 1998 ed è stato nominato presidente di Carlyle Europe nel maggio del 2001. Si dimise nell'agosto del 2004.
Come alcuni capi del governo del dopoguerra, Major rifiutò una paria a vita quando nel 2001 si ritirò dalla Camera dei comuni. Disse di volere un "fuoco dalla politica" e che si sarebbe concentrato sulla scrittura e sul suo lavoro, sullo sport e sulle opere di beneficenza. Oggi sostiene un certo numero di organizzazioni di beneficenza, compresa quella contro la perdita della vista e l'ente per la disabilità dell'apprendimento SeeAbility, per il quale ha ricoperto la carica di vicepresidente dal 2013.
Nel marzo del 2001 rese omaggio a Colin Cowdrey durante il suo servizio funebre nell'abbazia di Westminster. Nel 2005 fu eletto nel comitato del Marylebone Cricket Club (MCC), lo storico organo di governo dello sport che tuttora custodisce le regole del gioco. In seguito alla morte di Diana Spencer, nel 1997, Major fu nominato guardiano speciale dei principi William e Harry, con responsabilità per le questioni legali e amministrative. Di conseguenza, Major fu l'unico ex Primo ministro o attuale tra i cinque ex ancora in vita invitato al matrimonio del principe Harry e Meghan Markle nel maggio del 2018.
Un dipinto a olio di Major, dipinto nel giugno nel 1996 da June Mendoza fa parte della collezione parlamentare, così come un busto in bronzo di Anne Curry.
Major ha scritto tre libri:
- John Major: The Autobiography
- More than a Game, una storia del cricket
- My Old Man, una storia della Music Hall

### Rivelazione di relazione
Il basso profilo mantenuto da Major dopo la sua uscita dal parlamento venne interrotto nel settembre del 2002 quando Edwina Currie, deputata dal 1983 al 1997 e Sottosegretario di Stato per la sanità dal 1986 al 1988, dichiarò che John Major, prima della sua promozione al gabinetto, aveva avuto una relazione extraconiugale con lei durata quattro anni. I commentatori si affrettarono a riferirsi alla precedente piattaforma "Back to Basics" di Major per accusarlo di ipocrisia e un necrologio di Tony Newton sul Daily Telegraph sostenne che se Newton non avesse mantenuto la relazione un segreto strettamente custodito "era altamente improbabile che Major sarebbe diventato Primo ministro".
Nel 1993 Major aveva anche fatto causa a due riviste, New Statesman and Society e Scallywag, nonché ai loro distributori, che avevano riferito che aveva una relazione con una ristoratrice, anche se almeno una delle riviste aveva poi detto che le voci erano false. Entrambe considerarono un'azione legale per recuperare i loro costi quando fu rivelata la relazione con Currie.
In una dichiarazione stampa, Major disse che si vergognava per la relazione e che sua moglie lo aveva perdonato. In risposta, Currie dichiarò che "non si vergognava di farlo in quel momento e voleva che continuasse".

### Dal 2005

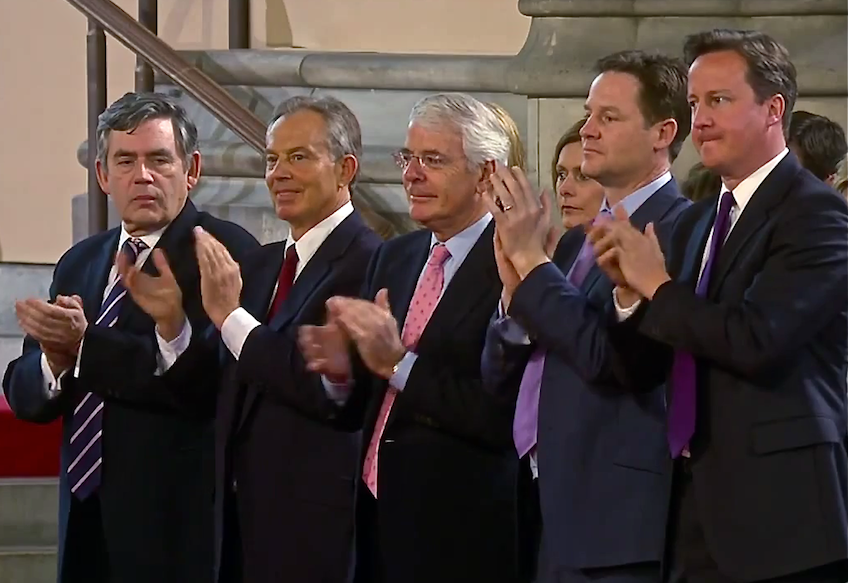
Gli ex primi ministri del Regno Unito Gordon Brown, Tony Blair, John Major, il vice primo ministro Nick Clegg e il primo ministro David Cameron durante il discorso del presidente degli Stati Uniti Barack Obama al Parlamento nel 2011.

Nel febbraio del 2005 venne riportato che Major e Norman Lamont ritardarono la pubblicazione di articoli sul mercoledì nero ai sensi della legge sulla libertà di informazione. Major negò di averlo fatto, affermando di non aver sentito la richiesta fino alla data di uscita prevista e di aver semplicemente chiesto di dare un'occhiata ai documenti. Disse a BBC News che lui e Lamont erano stati vittime di "voci sussurranti" alla stampa. In seguito approvò la pubblicazione dei documenti.
Major divenne un oratore attivo del dopo cena. Secondo la sua agenzia guadagna oltre 25 000 sterline a impegno per le sue "intuizioni e le sue opinioni".
Nel dicembre del 2006, Major chiese un'inchiesta indipendente sulla decisione di Tony Blair di invadere l'Iraq, in seguito alle rivelazioni fatte da Carne Ross, un ex diplomatico britannico, che contraddicono i motivi ufficiali che portarono all'invasione. Fu propagandato come possibile candidato conservatore per le elezioni a sindaco di Londra nel 2008 ma rifiutò l'offerta fatta dal leader conservatore David Cameron. Un portavoce di Major dichiarò infatti che "la sua carriera politica è alle spalle".

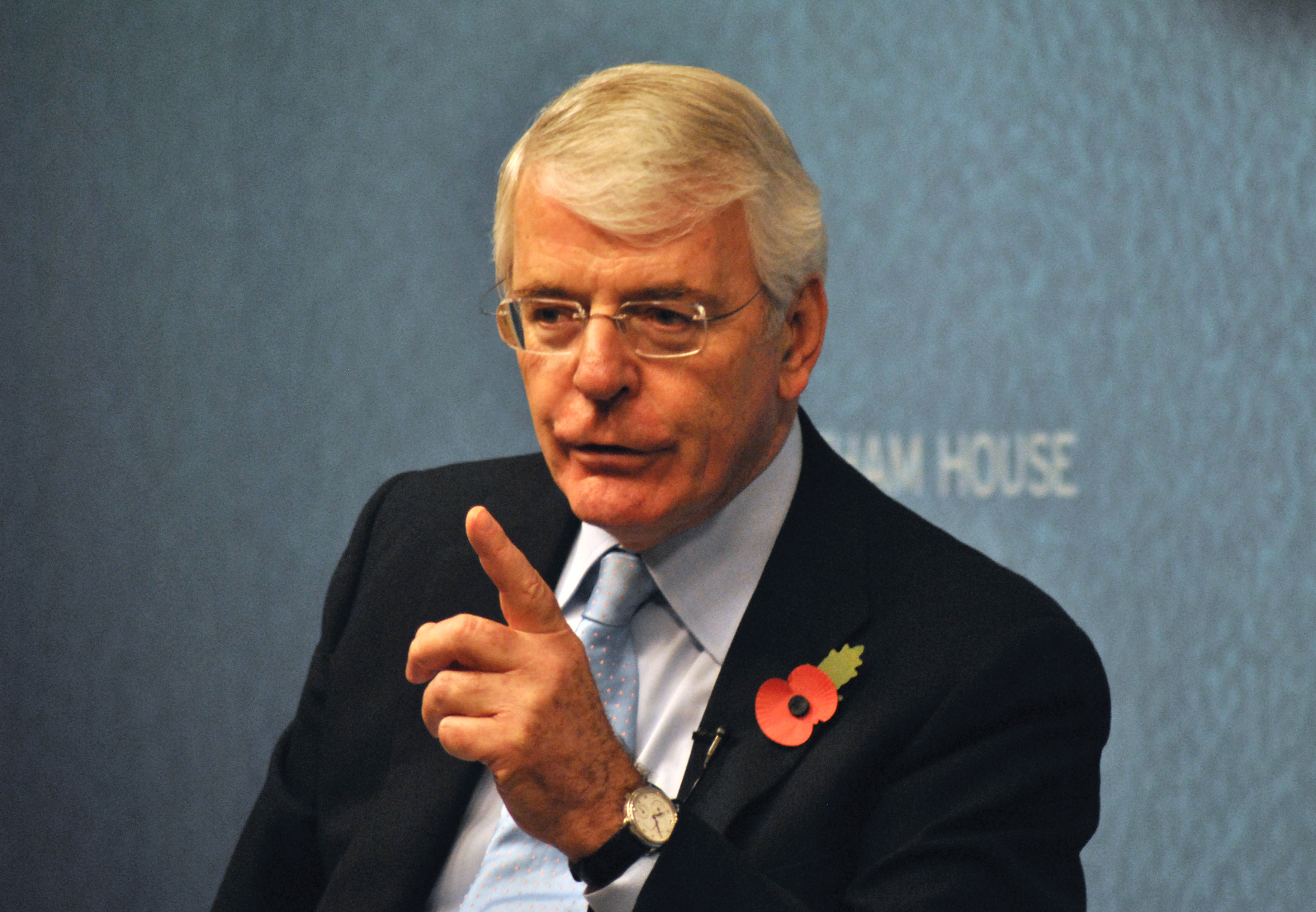
John Major nel 2011.

Nel 2010 divenne un fedelissimo della coalizione Cameron-Clegg e dichiarò di sperare in un'alleanza "liberal-conservatrice" che andasse oltre il 2015. Criticò Ed Miliband e il Labour per l'attuare "giochi di partito" piuttosto che collaborare nell'interesse nazionale.
Nel febbraio del 2012 Major divenne presidente del Queen Elizabeth Diamond Jubilee Trust. Il trust fu costituito come parte delle celebrazioni per il giubileo di diamante di Elisabetta II ed era inteso a sostenere organizzazioni e progetti caritatevoli in tutto il Commonwealth delle Nazioni, concentrandosi su aree come le cure delle malattie e la promozione della cultura e dell'istruzione. Successivamente, nel 2012, John Major divenne presidente del gruppo di esperti influenti del centro-destra Bow Group.
Attualmente è presidente del think tank Chatham House e fornisce consulenza a Credit Suisse.

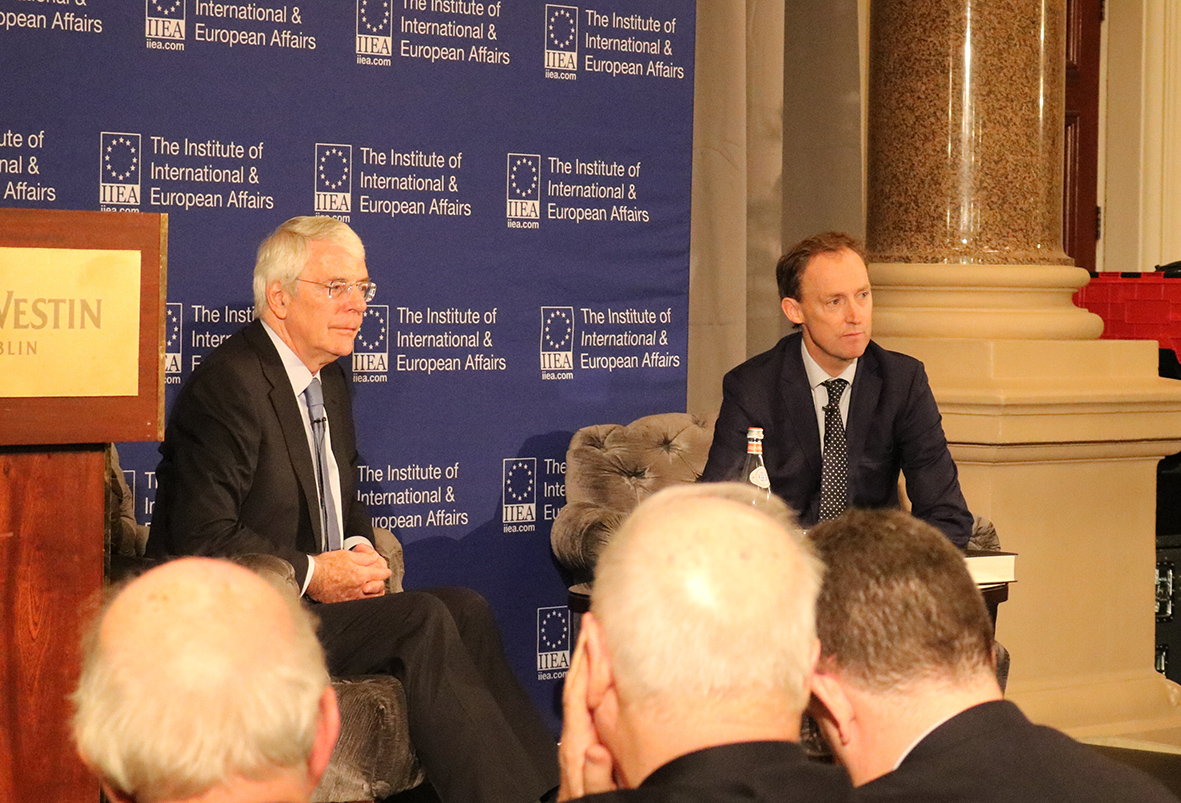
John Major con l'eurodeputato irlandese Barry Andrews a un evento dell'Institute of International & European Affairs l'11 dicembre 2018 in occasione del 20º anniversario dell'Accordo del Venerdì Santo.

John Major si dichiarò a favore di un secondo referendum sulla Brexit. Dichiarò che durante il referendum del 2016 la campagna per l'uscita emise un "caso fantastico". Respinse l'idea che un secondo voto fosse antidemocratico, che era "una proposta piuttosto curiosa" e che non vedeva alcun "argomento intellettuale" contro la ripetizione del voto.

## Rappresentanza nei media
Durante la sua guida del Partito Conservatore, Major era spesso definito come un uomo onesto ("Honest John"), ma che non riusciva a tenere a bada i litigi all'interno del suo partito. L'aspetto di Major era caratterizzato nel suo grigiore, nel suo prodigioso prolabio e nei suoi grandi occhiali, tutti esagerati nelle caricature. Ad esempio, in Spitting Image, il burattino di Major era trasformato da artista circense a quello di un uomo grigio che cenava con sua moglie in silenzio, dicendo occasionalmente "piselli carini, caro", mentre allo stesso tempo aveva una cotta non corrisposta per la sua collega Virginia Bottomley - un'invenzione ironica in vista della sua relazione con Edwina Currie, che non era quindi una questione di conoscenza pubblica. Alla fine del suo premierato, il suo burattino veniva spesso mostrato osservando l'ultimo fiasco e ineffabilmente mormorando "oh caro".
I media (in particolare il fumettista di The Guardian Steve Bell) usarono l'affermazione di Alastair Campbell, che aveva osservato Major infilare la camicia nelle mutande per caricarlo con la camicia fuori dai pantaloni, come un'eco pallida di Superman e Supermac, una parodia di Harold Macmillan. Bell sfruttò anche le possibilità umoristiche offerte dalla Cones Hotline, un mezzo per informare il pubblico della presenza di coni di traffico potenzialmente inutili, che facevano parte del progetto di Carta del Cittadino istituito da John Major.
Private Eye parodiò l'opera di Sue Townsend he Secret Diary of Adrian Mole - Aged 13 e 3/4 per scrivere The Secret Diary of John Major (aged 47¾), in cui il premier venne ritratto come un uomo ingenuo e infantile, che scriveva le liste dei suoi nemici in un notebook Rymans chiamato il "Libro dei bastardi", e con "mia moglie Norman" e "Mr Dr Mawhinney" come personaggi ricorrenti. La rivista pubblica ancora pezzi speciali e unici di questo diario (con l'età aggiornata) in occasioni in cui Major è nelle notizie, come ad esempio in occasione della rivelazione della storia con Edwina Currie o della pubblicazione della sua autobiografia. La rivista pubblicò anche una serie di cartoni animati chiamati 101 Uses for a John Major (basato su un libro di fumetti di circa dieci anni prima intitolato 101 Uses for a Dead Cat), in cui Major viene rappresentato al servizio di una serie di scopi bizzarri, come con una giacca a vento da macchinista.
Le radici di Brixton di Major furono usate in un manifesto elettorale durante la campagna elettorale del Partito Conservatore del 1992: "Che cosa offre il partito conservatore a un bambino della classe operaia di Brixton ?"
Major veniva spesso deriso per la sua nostalgica evocazione di quella che sembrava la perduta Gran Bretagna degli anni '50, la Merry England. Ad esempio: "A cinquant'anni da oggi, la Gran Bretagna sarà ancora il paese delle lunghe ombre su campi di cricket, birra calda, sobborghi verdi invincibili, amanti dei cani e riempitivi di piscine". Major lamentò nelle sue memorie che queste parole (che attingevano a un passaggio nel commentatore sociopolitico e autore di George Orwell Il leone e l'unicorno) era stato travisato come più ingenuo e romantico di quanto avesse voluto, e in effetti le sue memorie erano sprezzanti del punto di vista conservatore comune secondo cui c'era una volta un periodo di rettitudine morale. Major scrisse che "la vita non è mai stata così semplice".
Scrivendo nel 2011, l'editore della BBC Mark Easton, giudicò che il "Majorismo" ebbe un impatto duraturo. Peter Oborne nel 2012 affermò che il governo di Major ebbe più successo col passare del tempo. Major fu anche uno dei Primi ministri presenti nella commedia teatrale del 2013 The Audience dove venne interpretato da Paul Ritter.

## Vita personale

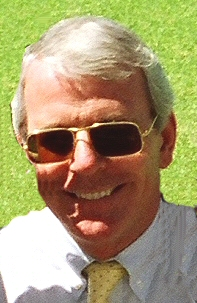
Major fa il tifo a una partita di cricket.

Il 3 ottobre 1970 sposò Norma Johnson nella chiesa di San Matteo a Brixton. Era un'insegnante e membro dei giovani conservatori. Si erano incontrati il giorno del voto per le elezioni della Grande Londra e si erano fidanzati dopo soli dieci giorni. Ebbero due figli: James ed Elizabeth. Hanno una casa per le vacanze sulla costa del nord del Norfolk, vicino a Weybourne, che dispone della sorveglianza della polizia 24 ore su 24.
Il fratello maggiore di Major, Terry, che morì nel 2007, divenne una personalità nei media durante il mandato del fratello, con un'autobiografia del 1994 intitolata Major Major. Scrisse diversi articoli di giornali e apparve in programmi TV come Ho I Got News for You. Affrontò le critiche nei confronti di suo fratello ma gli rimase sempre fedele.
Sua figlia Elizabeth il 26 marzo 2000 sposò Luke Salter, con la quale aveva una relazione dal 1988. Salter morì il 22 novembre 2002 per un tumore.
Suo figlio James, ex-promotore di nightclub e pavimentista, sposò la modella e attrice Emma Noble che gli diede un figlio, Harrison. Dopo il loro divorzio, il 31 marzo 2012, James si riposò con Kate Postlethwaite (nata Dorrell), la madre del suo secondo figlio.
Una ricerca condotta da Paul Penn-Simkins, un genealogista precedentemente impiegato come ricercatore presso il College of Arms e come consulente araldico presso Christie's, e successivamente confermata da Lynda Rippin, una genealogista del Lincolnshire Council, dimostrò che John Major e Margaret Thatcher erano quinti cugini in quanto entrambi discendenti della famiglia Crust, contadini di Leake, vicino a Boston, nel Lincolnshire.
Major è patrono di British Gymnastics, nonché appassionato tifoso di cricket e delle corse automobilistiche. Tifa per il Chelsea Football Club.

## Riconoscimenti
Nel 1987 venne nominato membro del Consiglio privato di sua maestà. In occasione del capodanno del 1999 venne insignito dell'Ordine dei Compagni d'Onore per il suo lavoro nel processo di pace in Irlanda del Nord. In un'intervista del 2003 parlò delle sue speranze di pace nella regione.

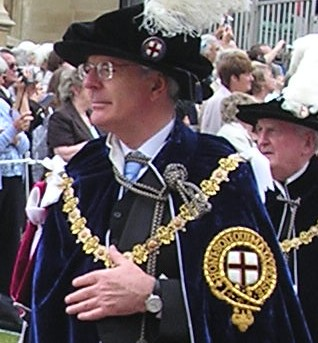
Major con la veste dell'Ordine della giarrettiera.

Il 23 aprile 2005 venne nominato compagno dell'Ordine della Giarrettiera. Il 13 giugno prese possesso del suo seggio alla cappella di San Giorgio del castello di Windsor. L'appartenenza a quest'ordine è limitata a 24 persone ed è un onore conferito tradizionalmente agli ex Primi ministri. Major in precedenza, dopo che aveva lasciato il Parlamento, aveva rifiutato una paria a vita.
Il 20 giugno 2008 divenne cittadino onorario della città di Cork.
Il 26 aprile 2010 tenne un discorso all'Unione di Cambridge al termine del quale gli fu concessa l'iscrizione onoraria alla società.
L'8 maggio 2012 venne personalmente decorato presso il Palazzo imperiale di Tokyo dall'imperatore del Giappone con la I classe dell'Ordine del Sol Levante in riconoscimento dei suoi inestimabili contributi alla relazioni Giappone-Regno Unito attraverso il suo lavoro nel campo politico ed economico e nella promozione della comprensione reciproca. Come Primo ministro, Major aveva infatti perseguito campagne volte a potenziare il commercio bilaterale: "Priority Japan" (1991-94) e "Action Japan" (1994-97). Anche il Japan Festival del 1991 ebbe luogo sotto il suo premierato.
Nel 2008 ricevette il British Sports Book Awards (Miglior libro di cricket) per la sua opera More Than a Game.